# Pont de la Jonelière
Le Pont de la Jonelière, est un viaduc ferroviaire de la ligne de Nantes-Orléans à Châteaubriant, il permet le franchissement de l'Erdre entre Nantes et La Chapelle-sur-Erdre, dans le département de la Loire-Atlantique.
Le premier pont mis en service en 1877, par la Compagnie du chemin de fer de Paris à Orléans (PO), est détruit pendant la Seconde Guerre mondiale. 
Un nouveau pont permet la réouverture de la ligne en 1948. Le pont cesse d'être utilisé au moment de la fermeture de la ligne ferroviaire de Nantes à Châteaubriant alors déjà limitée à La Chapelle-sur-Erdre pour une desserte marchandise.
Il est rouvert en 2014 après la modernisation de l'infrastructure pour les circulations du tram-train entre Nantes et Châteaubriant. En 2025, il supporte également le tronçon de la ligne 1 du tramway faisant terminus à Babinière.

## Situation ferroviaire
Le pont de la Jonelière, sur l'Erdre, est situé au point kilométrique (PK) 434,470 de la ligne de Nantes-Orléans à Châteaubriant, entre les gares ouvertes de Haluchère-Batignolles et de Babinière. La gare de Saint-Joseph était, avant sa fermeture, la gare la plus proche du pont en direction de celle de Nantes.

## Premier pont 1877-1948
La ligne de Nantes à Châteaubriant est concédée à la Compagnie du chemin de fer de Paris à Orléans (PO) en 1866.

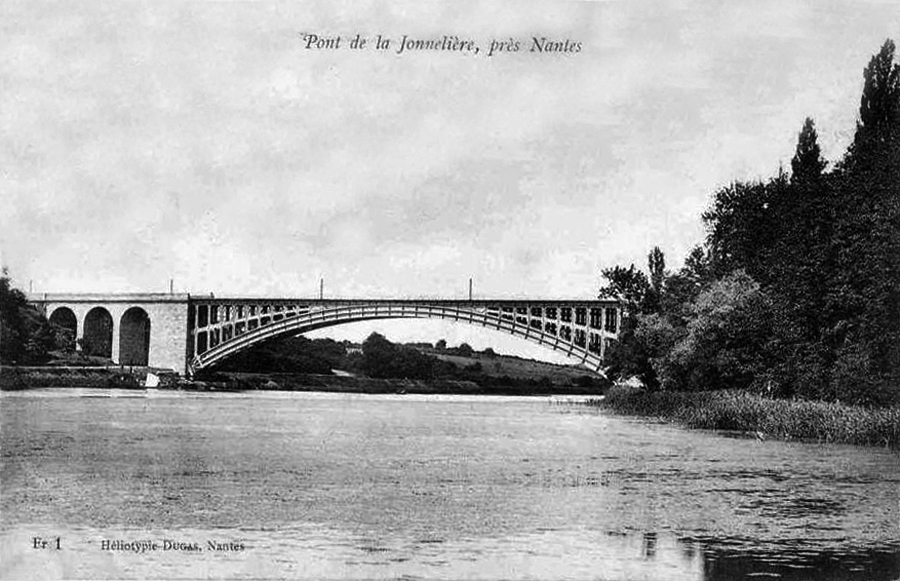
Premier pont vers 1900.

En 1876, l'ingénieur du contrôle de construction de chemins de fer indique dans son rapport au préfet du département ; que le tracé définitif de la première section, de Nantes à Nort part le viaduc sur l'Erdre, est approuvé par le ministre des travaux publics depuis le 5 décembre 1873 et que les travaux sont en cours sur la ligne. Le viaduc sur l'Erdre est l'un des deux ouvrages d'art important de cette section. Situé à proximité de la Jonnelière, il est « formé d'une arche métallique de 95 mètres d'ouverture et de 12 mètres de flèche, s'appuyant sur deux culées prolongées sur chaque rive par trois arceaux en maçonnerie ». pour ce pont les travaux de maçonneries sont sur le point d'êtres achevées et la partie métallique est adjugée. Dus à l'ingénieur Geoffroy de la compagnie du PO, les plans ont été contrôlés et validés par les ingénieurs de l'administration des Ponts, Charles Dupuy et Louis-Charles Sévenne. C'est la Compagnie de Fives-Lille pour constructions mécaniques et entreprises qui en obtient le marché de la partie métallique.
À la fin de la Seconde Guerre mondiale, le 11 août 1944, l'armée allemande fait sauter le viaduc à la dynamite. Toute la partie métallique est soufflée et, sur la rive ouest, les arceaux en maçonnerie sont détruits.

## Pont actuel

### Construction
Le chantier de construction du nouveau pont ouvre au mois d'août 1946, il est inauguré le 3 août 1948.

### Caractéristiques
Le pont actuel adopte le même schéma que le précédent, c'est aussi un viaduc ferroviaire, construit en tant que pont-arc. L'arc, en béton armé cette fois-ci, a une portée de 95 mètres. Albert Caquot en a été son concepteur.

### Travaux d'élargissement
Afin de recevoir une voie réservée au tram-train en direction de Châteaubriant, ainsi qu'une éventuelle deuxième voie ferrée réservée à la connexion des lignes 1 et 2 du tramway, des travaux (chiffrés à 3,2 millions d'euros) ont débuté dans ce sens au cours de l'année 2010 pour une durée de quinze mois, destinés à élargir le tablier de l'ouvrage, qui comporte déjà en outre : une voie pour les deux-roues et une autre pour les piétons. Durant les travaux, ces derniers ne pouvaient d’ailleurs plus emprunter l’ouvrage jusqu'à sa réouverture en juillet 2011 pour les piétons, et en octobre suivant pour les vélos. 
Le tram-train a emprunté l’ouvrage le 28 février 2014 pour la réouverture de la ligne,. 
Le tramway emprunte à son tour l'ouvrage le 23 mai 2025 dans le cadre de la mise en service du prolongement de la ligne 1 de Ranzay à Babinière pour la future ligne 6.